# Calopteryx syriaca
Calopteryx syriaca – gatunek ważki z rodziny świteziankowatych (Calopterygidae), przez część autorów uznawany za podgatunek Calopteryx splendens. Występuje w krajach Lewantu – w Izraelu, Jordanii, Libanie, Palestynie i Syrii.